# Kol-14-metoden
C14-metoden (kol-14-metoden, radiokolmetoden eller C14-datering) är en radiometrisk dateringsmetod som utvecklades i slutet av 1940-talet av professor Willard Frank Libby. Libby fick Nobelpriset 1960 för denna upptäckt. Metoden ledde till en revolution inom arkeologin. Den gör det möjligt att datera fornlämningar och fossil innehållande organiskt material, vanligen träkol och ben, på ett sätt som man inte kunnat göra tidigare. Tekniken är tillförlitlig endast för material som varit levande för mindre än omkring 60 000 år sedan.
Metoden bygger på att ett antal olika sorters kol finns i allt levande. Växter tar ständigt upp ett nytillskott av kol från luften i form av koldioxid, och det blir sedan del av vävnader hos djur som äter växter eller andra djur. Kolisotopen kol-14 (14C, utläses ”kol fjorton”) genomgår radioaktivt sönderfall med en halveringstid på 5 730 år. Isotopen 12C är däremot stabil. Fördelningen mellan dessa två isotoper i levande materia är vanligen densamma som i atmosfären, men vid samma tidpunkt som en organism slutar ta upp kol (d.v.s. dör) börjar andelen 14C att sjunka. Genom att mäta mängdförhållandet mellan kolisotoperna i ett prov kan man beräkna när organismen i fråga dog. 

## Kol-14-år
Eftersom atmosfärens halt av 14C varierat genom tiderna brukar man kalibrera dateringarna efter värden som framräknats med hjälp av årsringar i träd och glaciärlager. Ålder mätt i kol-14-år eller år före nutid (years before present, B.P.) innebär okalibrerad angivelse relativt år 1950. För exempelvis äldre bondestenåldern i Sverige skiljer det ungefär tusen år mellan okalibrerade och kalibrerade dateringar.

## Fysikalisk bakgrund
Organiska föreningar är kemiska föreningar vilka innehåller kol. De i naturen vanligast förekommande kol-isotoperna är 12C och 13C. Dessa isotoper är stabila och sönderfaller inte inom mätningshorisonten. Men det finns även en liten andel 14C som genom betasönderfall övergår till kväve. 14C har en halveringstid på 5 730 år, vilket betyder att hälften av isotopen har ”försvunnit” efter cirka 6 000 år. Efter 10 halveringstider (60 000 år) återstår endast 2-10, det vill säga ungefär en tusendel, av den ursprungliga mängden 14C. Mindre kol-14-halt än så anses omöjligt att mäta. 
Man antar att den kosmiska strålningen har varit relativt oförändrad under historiens gång. Därmed nyproduceras 14C-atomer i jämn takt uppe i jordens atmosfär. Detta sker genom reaktionen
{\displaystyle n+\mathrm {~_{7}^{14}N} \rightarrow \mathrm {~_{6}^{14}C} +p}
som är relativt vanlig eftersom jordens atmosfär består av 78 % kväve (N). 
14C nyproduceras ständigt på hög höjd i jordens atmosfär: När den kosmiska strålningen träffar på atmosfärens atomer frigörs neutroner genom spallation. När dessa neutroner träffar kväve-14-atomer på 9 000 till 10 000 meters höjd bildas 14C-atomer som förenar sig med syre och bildar atmosfärisk koldioxid (CO2). Den atmosfäriska koldioxiden sprider sig sedan ner till jorden på två sätt: den regnar ner eller tas upp av växternas fotosyntes. Det betyder att djur ständigt får i sig färskt 14C genom födan. Men när organismerna dör upphör detta intag och andelen 14C minskar med åren. Genom att mäta andelen kol-14 i det organiska materialet kan man bestämma hur länge det varit dött.
{\displaystyle \mathrm {~_{6}^{14}C} \rightarrow \mathrm {~_{7}^{14}N} +e^{-}+{\bar {\nu }}_{e}}

## Kalibrering med avseende på kol-14-fluktuationer i atmosfären

Effekt av provsprängningar i atmosfären. Pilen visar när ovanjordiska tester förbjöds.

För att datera organiskt material med radiokolmetoden kan man inte anta att fördelningen av 14C varit konstant under historien, och på olika platser. För att öka precisionen i mätningarna bör fynden jämföras mot en så kallad kalibreringskurva som beskriver isotopfördelningen under årens lopp. Med hjälp av kalibreringkurvan räknar man sedan om varje C14-datering med hjälp av datorprogram, till exempel programmet OxCal. 
För att skapa denna kalibreringskurva har det varit nödvändigt att finna material från olika tider som kan dateras med hög precision med andra metoder, och som bevarat kol-14-fluktuationerna. Exempel på sådant material är gamla exemplar av två arter av rävsvanstallar, Pinus longaeva och Pinus aristata. Ett exemplar funnet år 2004 hade uppnått en ålder av 4 767 år. Från sådana gamla träd kan man mäta isotopfördelningen i de olika årsringarna (dendrokronologi) upp till 10 000 år sedan. Vidare kan man utnyttja geologiska årslager i droppsten (grottavlagringar) upp till 45 000 år sedan. Även borrprov i glaciäris, djupshavssedimentlager, sjösedimentlager, gjutkärnor av känd historisk ålder samt korallprover kan utnyttjas. 
Radiokolmetoden har begränsningar vid datering av material som är yngre än industrialiseringen, eftersom den naturliga balansen av 14C har rubbats kraftigt av uppgrävda kol- och oljereserver vilka på grund av sin ålder (betydligt mer än 10 halveringstider) innehåller så gott som inget 14C och mycket 12C. Dessutom tillfördes mycket 14C till atmosfären till följd av människans ovanjordiska provsprängningar av kärnvapen. Fluktuationerna gör att högre kol-14-halt inte alltid betyder yngre ålder. Framtida kulturer förväntas således inte kunna använda sig av radiokolmetoden lika effektivt som vi gör idag. Det hjälper inte alltid med en kalibrering, eftersom skillnaden mellan ålder och kol-14-halt genom den industriella påverkan varierar mycket mera dramatiskt än tidigare, varför en viss kol-14-halt kan motsvara flera alternativa åldrar.

## Dateringarnas notation och precision
Okalibrerade radiokolmätningar presenteras oftast som år före nutid (years before present) och förkortas BP. Detta relateras till 1950 vilket var det år man började använda metoden. Ibland refereras detta till som C14-år. En datering är aldrig på året exakt utan har en felmarginal som beror på provets storlek och kvalitet, samt vilken metod som använts för att mäta halten radioaktivt kol. En okalibrerad datering kan exempelvis vara "4500±60BP". Med äldre metoder kunde felmarginalerna vara ±200 år, men moderna metoder kan ge felmarginaler på ±50 år. 
Ofta presenteras kalibrerade dateringar som vanliga kalenderår, men med tanke på felmarginalen blir den presenterad som ett intervall. Exempelvis blir dateringen ovan i kalibrerad form "3340 - 3090 f.Kr.", men här kan de kalibrerade värdena även variera beroende på hur hög säkerheten är. Vanligen anges dock första standardavvikelsen, vilken är 68,2 % säkerhet, för en kalibrerad datering. Standardavvikelsen förtydligas ibland när så behövs, där 1σ (sigma), betyder första standardavvikelsen med 68,2 % säkerhet och 2σ betecknar 95,4 % säkerhet. Beroende på kalibreringskurvans svängningar kan vissa tidsavsnitt bli mer svårdaterade, vilket exemplet ovan är ett exempel på då en okalibrerad datering med felmarginal ±60 år sträcker sig över 250 år i kalibrerad form.
Ett annat viktigt problem är att C14-ansamlingen i organiska material upphör när tillväxten i det organiska materialet upphör och cellerna dör. Ett träd är såsom framgår av hur man kunnat ta fram kalibreringskurvor endast levande i ytveden. En 200 år gammal dörr som tillverkats av kärnveden från en 1000 år gammal ek ger en ålder på 1200 år i sina äldsta delar. Vid förbränning förnyas i allmänhet kolcellerna, men förbränningen är sällan fullständig, och kol från 100 år gamla träd ger oftast en betydligt högre ålder än de annars skulle ha fått. Samma problem uppkommer vid datering av tjära, harts eller andra träprodukter som i stället kan ge trädets och inte tjärans ålder. Även ben ger oftast åldern på den tid då tillväxt i benvävnaden har skett. Man försöker därför när möjlighet finns ta prover av matrester eller organiskt material som kan förväntas ha en så låg ålder som möjligt.
För en traditionell C14-datering krävs ganska mycket material för en tillförlitlig datering, ungefär 13 gram, vilket gjorde att man tidigare i många fall var tvungen att använda material med hög egenålder. Materialet förstördes också i samband med mätningen, vilket gjorde att man undvek att datera intressanta artefakter (Barumskvinnans högra överarmsben är t.ex. idag ersatt av en gipsattrapp då det ursprungliga maldes ner för kol-14-datering). Idag använder man oftast partikelaccelerator för att mäta sönderfallet, vilket gör att man kan använda mycket små prover och ändå få goda resultat.
Ytterligare ett problem är förorenat material. Många äldre fynd av båtar som gjorts i Sverige före C14-metodens genombrott är idag omöjliga att datera, då de impregnerats med organiska oljor. Man är idag noggrann i behandlingen av C14-prover för att hindra att nyare organiskt material kommer in i provet under laboratorieundersökningen, men det är inte ovanligt med fel till följd att mätprovet kontaminerats redan innan provtagningen. Exempelvis kan ett stolphål till ett järnåldershus ha blivit genomvuxet med rötter från träd på platsen, eller innehålla döda maskar eller råtthål med avföring. I samband med C14-datering på en boplats tas därför normalt flera oberoende prover, och enstaka avvikande värden ignoreras, för att minska risken för felaktig datering. Acceleratormetoden minskar risken för sådan kontamination.